# 寻龙诀·觅踪
《寻龙诀·觅踪》是一部2025年中國奇幻動作冒險電影，改编自天下霸唱小说《鬼吹灯》系列小说，鬼吹灯系列电影之一。讲述了胡八一、shirley杨和王胖子三人因意外身陷危机，被迫进行“地下之旅”的故事。本片由西蒙·韦斯特和李依璠联合执导，张涵予、卢靖姗、姜武主演。原名《鬼吹灯之天星术》，預計2021年上映，但之後延期。電影2025年5月8日在巴西搶先上映。

## 發行
《寻龙诀·觅踪》原定2020年7月於中國上映，之後改為2021年，但再度延期。電影2025年5月8日在巴西搶先上映。